# Loutro
Loutro (Grieks: Λουτρό) is een dorpje aan de zuidkust van het Griekse eiland Kreta. Het afgelegen plaatsje is alleen over het water of te voet bereikbaar. De veerboot van Agia Roumeli naar Chora Sfakion stopt er.
De kleine gemeenschap van enkele tientallen mensen in Loutro verdient vooral haar inkomsten uit toerisme. Het dorp beschikt over appartementen, een hotel en diverse restaurants en cafés. De gerechten op de menukaarten variëren meestal afhankelijk van de visvangst van de afgelopen dagen. Voorraden worden per boot aangevoerd vanuit Sfakia. Daarnaast gebruiken de bewoners vaak hun eigen boten om voedsel te halen of afval af te voeren.
Vanuit het dorp kunnen wandelingen worden ondernomen naar de nabijgelegen Aradenakloof of het bergdorpje Anopolis. In de omgeving zijn verschillende stranden en plaatsen waar vanaf de rotsen kan worden gezwommen. 
In de Griekse oudheid lag de historische havenplaats Phoenix op de plek waar heden Loutro ligt. In de Middeleeuwen was de plek een uitvalsbasis voor Saraceense piraten. De piraten werden later verjaagd door Venetianen, die een klein fort in Loutro bouwden. Overblijfselen hiervan zijn nog steeds zichtbaar en worden heden ten dage bewoond door geiten.
Loutro valt bestuurlijk onder de dorpsgemeenschap Anopolis in de gemeente (dimos) Sfakia, in de Griekse bestuurlijke regio (periferia) Kreta. 